# Misterio (teatro)

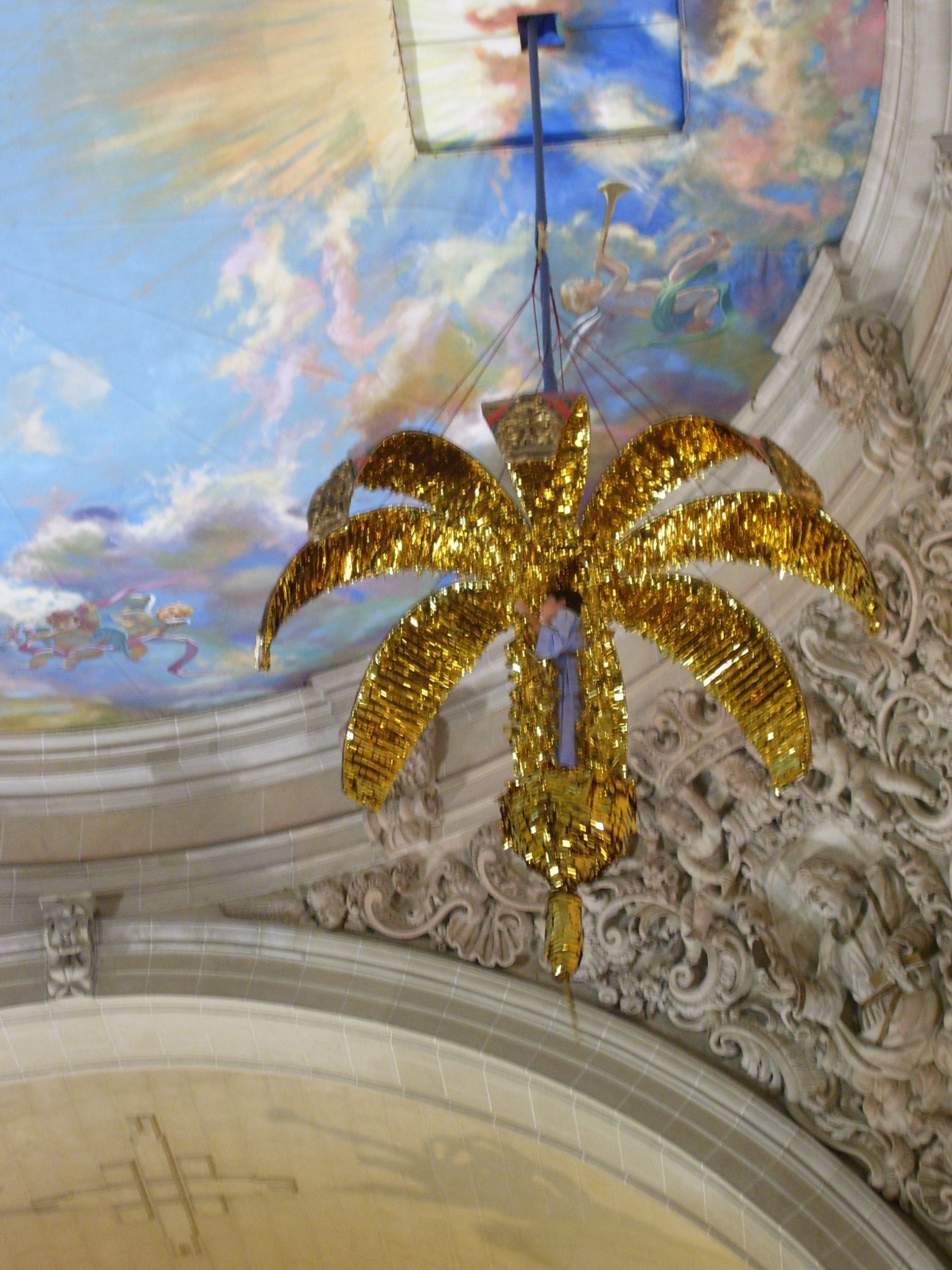
Misterio de Elche, escena del descenso del ángel en la "Mangrana".

Misterio, en el contexto teatral europeo, es el drama religioso medieval que pone en escena pasajes de las Sagradas Escrituras y, con preferencia, de la vida, pasión y muerte de Jesucristo. Por su carácter arcano, simbólico y mágico, los misterios medievales pueden considerarse herederos de los rituales celebrados en Eleusis (cerca de Atenas), en la antigua Grecia y continuados posteriormente por el Imperio romano. Su precedente más inmediato en la dramaturgia de la Edad Media europea fueron los Milagros, más breves y profanos.
Su práctica y desarrollo fue común en gran parte de Europa entre los siglos XIII y XVI. Se representaban inicialmente dentro de los templos o en sus pórticos, y más tarde en las plazas de las poblaciones.

## Significados y desarrollo
El significado del término misterio (del latín «mysterium», ceremonia) es doble: por una parte alude al tipo de representación y, por otro lado, toma su raíz y hace referencia al mester, oficio de los gremios responsables de conservar y representar estos dramas religiosos.
La evolución que acabó convirtiendo los diálogos dramatizados (que daban vida al drama litúrgico) en prototipos del drama sacro, es decir, los milagros, los juegos («jeux») y los misterios, puede concretarse en cinco factores:
1. aumento del número de participantes en la representación;
2. integración de actores laicos en el drama;
3. se abandona el interior de las iglesias (el espectáculo sale a las calles y, en algunos casos, llega a hacerse itinerante);
4. el latín se queda para los oficios de los templos y los dramas, más populares, comienzan a construirse y representarse en lengua vulgar y de carácter vernáculo (lenguas romances);[nota 1]
5. la ampliación de la temática religiosa (ya no es suficiente la vida y milagros de Cristo);[nota 2]

El valor histórico del milagro es haber servido de contexto a la evolución de la Edad Media hacia la Edad Moderna. Buen ejemplo de ello son los Misterios de la Pasión de Arnoul Greban (con treinta y cinco mil versos, más de doscientos personajes y cuatro jornadas de puesta en escena), o el de Jean Michel: 65.000 versos, diez jornadas y pasajes entre lo costumbrista y lo truculento, como los amores de Judas Iscariote y la vida profesional de María Magdalena.

## Origen

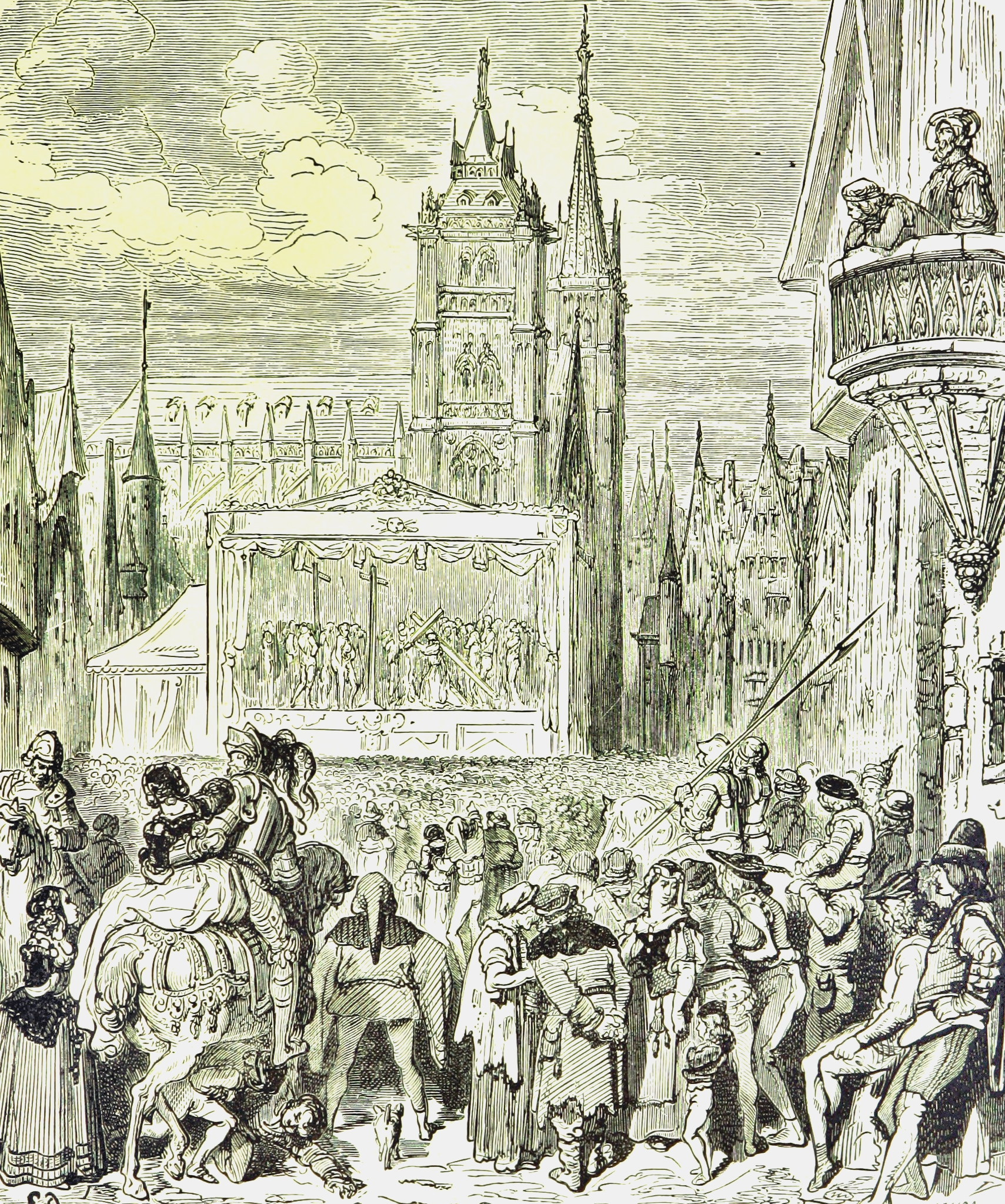
Representación de Misterio, Flandes,.

Ya en el siglo V se introdujeron cuadros vivientes en los servicios sagrados.
Las obras se originaron como simples tropos, adornos verbales de los textos litúrgicos, y poco a poco se fueron elaborando. En un primer momento se añadieron al diálogo en prosa los cantos del servicio del día. A medida que aumentaba la popularidad de estos dramas litúrgicos, surgieron formas vernáculas, ya que las compañías itinerantes de actores y las producciones teatrales organizadas por las comunidades locales se hicieron más comunes en la Baja Edad Media.
El Quem quaeritis? es la forma más conocida de los primeros dramas, un diálogo litúrgico dramatizado entre el ángel en la tumba de Cristo y las mujeres que buscan su cuerpo. Estas formas primitivas se elaboraron posteriormente con diálogo y acción dramática. Con el tiempo, los dramas se trasladaron de la iglesia al exterior: el patio de la iglesia y el mercado público. Estas primeras representaciones se hacían en latín y estaban precedidas por un prólogo en lengua vernácula, pronunciado por un heraldo que hacía una sinopsis de los acontecimientos. Los escritores y directores de las primeras obras eran probablemente monjes. El teatro religioso floreció desde aproximadamente el siglo IX hasta el XVI.
En 1210, sospechando de la creciente popularidad de las obras milagrosas, el Papa Inocencio III emitió una bula que prohibía al clero actuar en un escenario público. Esto tuvo el efecto de transferir la organización de los dramas a los gremios de la ciudad, tras lo cual se produjeron varios cambios. Los textos en lengua vernácula sustituyeron al latín, y se añadieron pasajes no bíblicos junto con escenas cómicas, por ejemplo en la Secunda Pastorum del Ciclo de Wakefield. La actuación y la caracterización se hicieron más elaboradas.
Estas representaciones religiosas vernáculas eran, en algunas de las ciudades más grandes de Inglaterra, como York, representadas y producidas por gremios, y cada gremio asumía la responsabilidad de una obra concreta de la historia de las escrituras. A partir del control gremial se originó el término obra de misterio o mysteries, del latín ministerium  que significa "ocupación" (es decir, la de los gremios). El género volvió a ser prohibido, tras la Reformación y el establecimiento de la Iglesia de Inglaterra en 1534.
El juego de misterio se convirtió, en algunos lugares, en una serie de obras que trataban todos los acontecimientos importantes del calendario cristiano, desde la Creación hasta el Día del Juicio Final. A finales del siglo XV, la práctica de representar estas obras en ciclos en días festivos se estableció en varias partes de Europa. A veces, cada obra se representaba en un carro decorado que se desplazaba por la ciudad para permitir que distintas multitudes vieran cada obra, además de proporcionar a los actores un camerino y un escenario El ciclo completo podía durar hasta veinte horas de representación y podía extenderse durante varios días. En su conjunto, se denominan ciclos del Corpus. Estos ciclos solían representarse durante la Fiesta del Corpus Christi y su diseño general llamaba la atención sobre la vida de Cristo y su redención para toda la humanidad.
Las obras eran representadas por una combinación de profesionales y aficionados y estaban escritas en formas de estrofa muy elaboradas; a menudo estaban marcadas por la extravagancia de los decorados y los "efectos especiales", pero también podían ser descarnadas e íntimas. Los estilos teatrales y poéticos eran muy variados, incluso en un mismo ciclo de obras.

## Milagrosyjuegos
Los milagros liberaron el modelo del drama sacro del yugo religioso, meclándose en cierto modo con el teatro profano medieval. Las vidas de los santos (tomadas de la Leyenda dorada) y, en un sentido amplio, los "milagros de la Virgen", conforman el fondo dramático de las representaciones que, por ello, tomaron el nombre general de milagros, que en Francia se llamaron «jeux» (juegos) y en Inglaterra, uniendo ambos términos, se convirtieron en «miracle-plays» (milagro-juegos).

## Milagrosymisteriosespañoles
Todo parece indicar que en la península ibérica, los misterios siguieron las tradiciones desarrolladas en catedrales francesas como las de Nevers, Reims, Orleans o Compiègne con motivo de las celebraciones de la Navidad, Epifanía, Ascensión y San Juan Bautista. El ejemplo más antiguo es el Auto de los Reyes Magos, de finales del siglo XII, y el más popular y mejor conservado el Misterio de Elche.

### En castellano
Además del referido Auto de los Reyes Magos, se han conservados ejemplos posteriores, como la Representación del nacimiento de Nuestro Señor de Gómez Manrique, compuesta en la segunda mitad del siglo XV para las clarisas del monasterio de Calabazanos; la Tragedia llamada Josephina de Miguel de Carvajal y el Auto de las Cortes de la Muerte de Carvajal y Luis Hurtado, ambas del siglo XV; y la Farsa sacramental en coplas de Hernán López Yanguas, hacia 1520.

#### Nuevos misterios: Obanos
También cabe anotar aquí la creación de nuevos misterios como la puesta en escena del Misterio de Obanos (Navarra), a partir de 1965.

### En catalán
Es abundante la documentación conservada en Cataluña de un importante conjunto dramático de ejemplos de misterios y milagros de origen medieval y renacentista, tradiciones que en algunos casos se han recuperado posteriormente.
Hay noticia de la representación, ya en 1380, en la diócesis de Gerona, del Misteri del Martiri del molt gloriós Sant Esteve; y de ese periodo también los misterios del Bisbetó en Montserrat. Y entre los últimos, puede anotarse el Victoria Christi, escrito por Bartolomé Palau en el siglo XVI.
En el ámbito de la lengua catalana, pueden incluirse varios misterios recogidos en la Comunidad Valenciana, como el Misterio de Elche y los de la provincia castellonense.

## Milagrosymisteriosfranceses
Los más antiguos misterios del Medioevo francés fueron, en su mayoría, escritos en lengua farcita (una mezcla del latín y el habla popular). Quizá el más primitivo sea el Misterio de los Reyes Magos, hallado en un códice de 1060, que se conserva en Nevers, localidad situada en el corazón de Francia y en el recorrido del Camino de Santiago. Otros conocidos misterios galos son: Las vírgenes locas y las vírgenes prudente (compuesto en la mitad del siglo XII en Angulema) y el Misterio de San Nicolás (Nicolás de Bari, obispo de Mira en el siglo IV, de Jean Bodel (Arras), en el siglo XII); el Jeux de Adán, (escrito en el sur de Inglaterra o en Normandía, a finales del XII); los cuarenta y dos Miracles de Notre-Dame del siglo XIV; los Misterios del Antiguo Testamento y los Actos de los Apóstoles (entre los siglos XIV y XV).

## Misterios («sacre-rappresentazione») italianos
Son muy abundantes los ejemplos de «sacre-rappresentazione» en la península itálica en torno a los siglos XV y XVI. Equivalentes a los misterios, estas piezas dramáticas de argumento religioso, son de origen toscano, y sus títulos orientan sobre el contenido del drama sacro: Rappresentazione di Sant'Orsola vergine et martire (de autor anónimo); La rappresentazione dei Santi Giovanni e Paolo, de Lorenzo de Médici; Rappresentazione di San Giorgio come ferisce il drago, de Feo Belcari; Rappresentazione di Santa Guglielma, de la emprendedora dramaturga Antonia Pulci (1452-1501); etc.

## Milagrosymisteriosingleses
Los misterios medievales ingleses, conocidos como «miracle-play», se conservan reunidos en varias colecciones conservadas, como la de Chester (con 24 piezas), la de Towneley (también llamada colección de Widkirk (30 piezas) y la de Coventry (de 142 piezas). Existen numerosas referencias, prácticamente cada condado o ciudad importante tiene su ciclo de «miracle-plays».
Sus puestas en escena eran gremiales, es decir, las representaban las «guilds» (guildas o cofradías) de distintos oficios medievales, disponiendo cada una de ellas de su "pageant", recintos o escenarios móviles itinerantes.

## Milagrosymisteriosalemanes
Los misterios en la zona centroeuropea de influencia alemana mejor documentados son el de Santa Catalina de Alejandría y el de Santa Dorotea, ambos del siglo XIV. Todavía se representan las «Passionspiel» en Oberammengau, o el «Osterpiel» de Viena y otros juegos navideños como las «Weihnachtpiel».

## Representaciones modernas
Las obras de misterio se siguen representando regularmente en todo el Reino Unido. Los ciclos locales se reestrenaron tanto en York como en Chester en 1951 como parte del Festival de Gran Bretaña, y todavía son representados por los gremios locales. El ciclo de N-Town se recuperó en 1978 como las Lincoln mystery plays, y en 1994 los Lichfield Mysteries fueron revividos (ahora el mayor evento de teatro comunitario en el Reino Unido).
En 1977 el National Theatre encargó a Tony Harrison la creación de Los misterios, una reelaboración del Ciclo de Wakefield y otros. Se reestrenó en 1985 (tras lo cual la producción se filmó para Channel 4 Television), y de nuevo como parte de la celebración del milenio del teatro en el año 2000. Las producciones ganaron a Bill Bryden el título de "Mejor Director" tanto en los Premios Evening Standard de Teatro como en los Olivier Awards de 1985, el año en que las tres obras aparecieron juntas por primera vez en el Lyceum Theatre. Una adaptación de la obra de Harrison se puso en escena en el Shakespeare's Globe en 2011 como The Globe Mysteries.
En 2001, el Isango Ensemble produjo una versión africana del Ciclo de Chester en el Garrick Theatre de Londres como The Mysteries - Yiimimangaliso, actuando en una combinación de la lengua xhosa, la lengua zulú, el inglés, el latín y el afrikáans. Revivieron una versión adaptada de la producción en el Shakespeare's Globe en 2015 como Los Misterios. En 2004, se representaron dos obras de misterio (una centrada en la Creación y otra en la Pasión) en la Catedral de Canterbury, con el actor Edward Woodward en el papel de Dios. El amplio reparto incluía también a Daniel MacPherson, Thomas James Longley y Joseph McManners.